# Клиненка
Клиненка (Клинец) — река в России, протекает в Тихвинском районе Ленинградской области. Левый приток Сяси. Длина реки составляет 30 км, площадь водосборного бассейна — 200 км².

## География
Клиненка вытекает с западного края болота Татьянский Мох, течёт на запад. На правом берегу находятся деревни Великая Нива и Заручевье. Затем река принимает левый приток, ручей Баландин, и поворачивает на север. На левом берегу расположена деревня Клинец, за которой река пересекает железнодорожную линию Тихвин — Будогощь. Ниже по течению Клиненка поворачивает на запад, принимает левый приток Койгуй, затем снова поворачивает на север и впадает в Сясь в 117 км от устья около деревни Печнева. 

## Данные водного реестра
По данным государственного водного реестра России относится к Балтийскому бассейновому округу, водохозяйственный участок реки — Сясь, речной подбассейн реки — Нева и реки бассейна Ладожского озера (без подбассейна Свирь и Волхов, российская часть бассейнов). Относится к речному бассейну реки Нева (включая бассейны рек Онежского и Ладожского озера).
Код объекта в государственном водном реестре — 01040300112102000018167.